# Dipsas tenuissima
Dipsas tenuissima är en ormart som beskrevs av Taylor 1954. Dipsas tenuissima ingår i släktet Dipsas och familjen snokar. Inga underarter finns listade i Catalogue of Life.
Arten förekommer i sydvästra Costa Rica och i angränsande områden av Panama. Den vistas i låglandet och i låga bergstrakter upp till 940 meter över havet. Denna orm lever i regnskogar. Honor lägger ägg.
Intensivt skogsbruk och skogens omvandling till jordbruksmark hotar beståndet. IUCN listar arten som nära hotad (NT).